# Gerhard Hildmann
Gerhard Hildmann (* 24. Juli 1907 in Markt Herrnsheim; † 1. August 1992 in Tutzing) war ein deutscher evangelischer Theologe und Gründungsdirektor der Evangelischen Akademie Tutzing.

## Leben
Nach dem Abitur am Augsburger St. Anna-Gymnasium studierte Gerhard Hildmann in Leipzig, Tübingen, Berlin und Erlangen Theologie und Philosophie. In Tübingen engagierte er sich in der jugendbewegten Hochschulgilde Rüdiger von Bechelaren. Ab 1930 war er auf Pfarrstellen in Kempten und Buxach seelsorgerisch tätig. Im Kirchenkampf innerhalb der evangelischen Kirche betätigte er sich auf der Seite der Bekennenden Kirche, insbesondere war er den Dahlemiten um Martin Niemöller zugeneigt. Sein Dekan charakterisierte ihn 1936 infolge seiner Hauptvisitation wie folgt:

„Er gehört zum radikalen Flügel der Bekennenden Kirche und der Pfarrbruderschaft. Das Vorgehen des Reichsbruderrates unter Führung von Pfarrer Niemöller in Dahlem [sic!] sagt ihm weit mehr zu, als die Haltung des Luther[ischen] Rates und des bayrischen Landeskirchenrates. Auf der Kanzel nimmt er in ganz offener Weise zu allen öffentl[ichen] Fragen vom Boden des Evangeliums aus Stellung.“

Von 1934 bis 1936 und wieder ab 1946 war er Geschäftsführer des Evangelischen Presseverbands für Bayern und von 1947 bis 1950 Vorsitzender des Evangelischen Presseverbands.
Am 16. Juni 1948 wurde er von der Kirchenleitung „mit der kommissarischen Leitung des Freizeitenheimes Tutzing“ betraut. Nachdem die Bayerische Landeskirche am 11. Mai 1949 Schloss Tutzing erworben hatte, wurde Gerhard Hildmann schließlich am 16. Juli 1949 zum Leiter der erstmals von der Kirchenleitung offiziell so bezeichneten „Evangelischen Akademie Tutzing“ ernannt, deren Aufbau und inhaltliche Ausrichtung er bis zu seinem Ruhestand 1968 maßgeblich prägen sollte. In dieser Zeit verfasste er eine große Zahl geistlicher Kleinschriften.
Von 1949 bis 1972 war Hildmann Mitglied des Rundfunkrats, ab 1972 Mitglied des Verwaltungsrats des Bayerischen Rundfunks sowie von 1956 bis 1966 Mitglied des ARD-Programmbeirats.
Vom 15. September 1967 bis zum 31. Dezember 1977 war er Mitglied des Bayerischen Senats.

## Ehrungen
- 1961: Bayerischer Verdienstorden
- 1972: Großes Verdienstkreuz der Bundesrepublik Deutschland

## Veröffentlichungen (Auswahl)
- Blühende Gärten: Freude durch Gottes Wort, München 1983, ISBN 3-532-62015-4
- Gedanken am Abend, 3. Aufl., Hamburg 1974, ISBN 3-7730-0249-1
- Fernsehen – ein trojanisches Pferd?, Pfullingen 1963
- Der Bibeldruck als Aufgabe (Jahresgabe der Typographischen Gesellschaft), München 1957
- Herberge der Armen, Tutzing, Evang. Akademie 1964
- Gotteslob der Inseln, Tutzing, Evang. Akademie 1963
- Advent der Kreatur, Tutzing, Evang. Akademie 1966